# COROT-7b
COROT-7b (antes llamado COROT-Exo-7b) es un planeta extrasolar que, junto a COROT-7c, orbita alrededor de la estrella identificada como COROT-7. Fue detectado en 2009 por el satélite COROT. Era, en ese momento, el planeta extrasolar más pequeño detectado, con un diámetro 1,7 veces el de la Tierra. Se estima que su masa está entre 5,6 y 11 masas terrestres lo que lo convierte en un planeta rocoso. Orbita muy cerca de su estrella, con un periodo orbital de exactamente 20 horas, 29 minutos y 9,7 segundos. La estrella, en la constelación Monoceros, está a 490 años-luz (150 parsecs) de distancia y es algo más pequeña que el Sol. El espectrógrafo HARPS se utilizó posteriormente para medir la masa de COROT-7b mediante el método de velocidad radial, dando un resultado de alrededor de 4,8 masas terrestres, dándole una densidad de 5,6 ± 1,3 g cm−3, similar al de la Tierra. A partir de esto, se concluyó que el planeta no está compuesto de hierro puro. La composición probable es predominantemente rocosa, similar a la Tierra, pero con menos hierro y / o más agua, debido a una compresión mayor. Su órbita es muy cercana a su estrella (1/23 la distancia del Sol a Mercurio).
El 24 de agosto de 2009 se anunció el descubrimiento de un segundo planeta orbitando en torno a COROT-7, al que se ha denominado COROT-7c.

## Descubrimiento
El descubrimiento de COROT-7b fue anunciado el 3 de febrero de 2009, durante el COROT Symposium 2009 Archivado el 10 de junio de 2009 en Wayback Machine. en París. El descubrimiento será publicado en una edición especial de la revista Astronomy and Astrophysics, dedicada a los resultados del programa COROT.

## Estado de la confirmación
El proyecto COROT ha intentado confirmar el descubrimiento con el espectrógrafo HARPS pero no ha tenido éxito por culpa de la actividad estelar. Se ha considerado que nuevos intentos de confirmación están fuera de las capacidades de los telescopios terrestres, se ha solicitado y obtenido tiempo de observación en el Telescopio espacial Spitzer.
El espectrógrafo HARPS se utilizó posteriormente para confirmar su existencia.

## Características

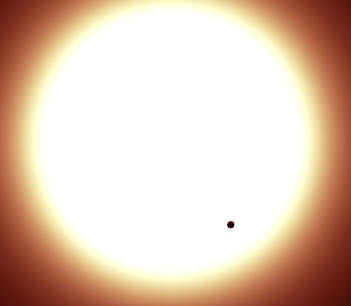
Concepción artística del planeta COROT-7b transitando la enana naranja COROT-7.

El planeta tiene una temperatura en la superficie muy elevada, entre 1800 y 2600 °C. Debido a esto, es probable que esté recubierto de lava o vapor de agua. Todavía se está investigando acerca de su composición y densidad, aunque ya se baraja la posibilidad de que sea rocoso como la Tierra. También podría pertenecer a una clase de planetas que se cree están formados casi a partes iguales de roca y vapor de agua. Otra teoría sugiere que CoRoT-7b podría ser un planeta ctónico (los restos de un planeta gaseoso que ha perdido la mayor parte de su masa original por la proximidad de su estrella).
Los científicos también consideran la posibilidad de que sea un planeta oceánico, un tipo de planeta cuya existencia todavía no se ha probado. Teóricamente, este tipo de planetas estarían inicialmente cubiertos parcialmente de hielo y posteriormente se irían acercando a su estrella, lo que derretiría el hielo y cubriría el planeta de líquido.
Con un período orbital de solo 20 horas, tiene la órbita más pequeña de los planetas extrasolares descubiertos hasta entonces (marzo de 2009).
Según Suzanne Aigrain, investigadora de la Universidad de Exeter y miembro del equipo COROT, el planeta se parece más a la Tierra que cualquiera de los previamente descubiertos y probablemente tiene una superficie sólida, en algún punto.
Cualquier desviación de la circularidad de su órbita (debido a la influencia de la estrella y los planetas vecinos) podría generar una intensa actividad volcánica similar a la de Io a través del calentamiento por marea.

### Modelo del interior[13]

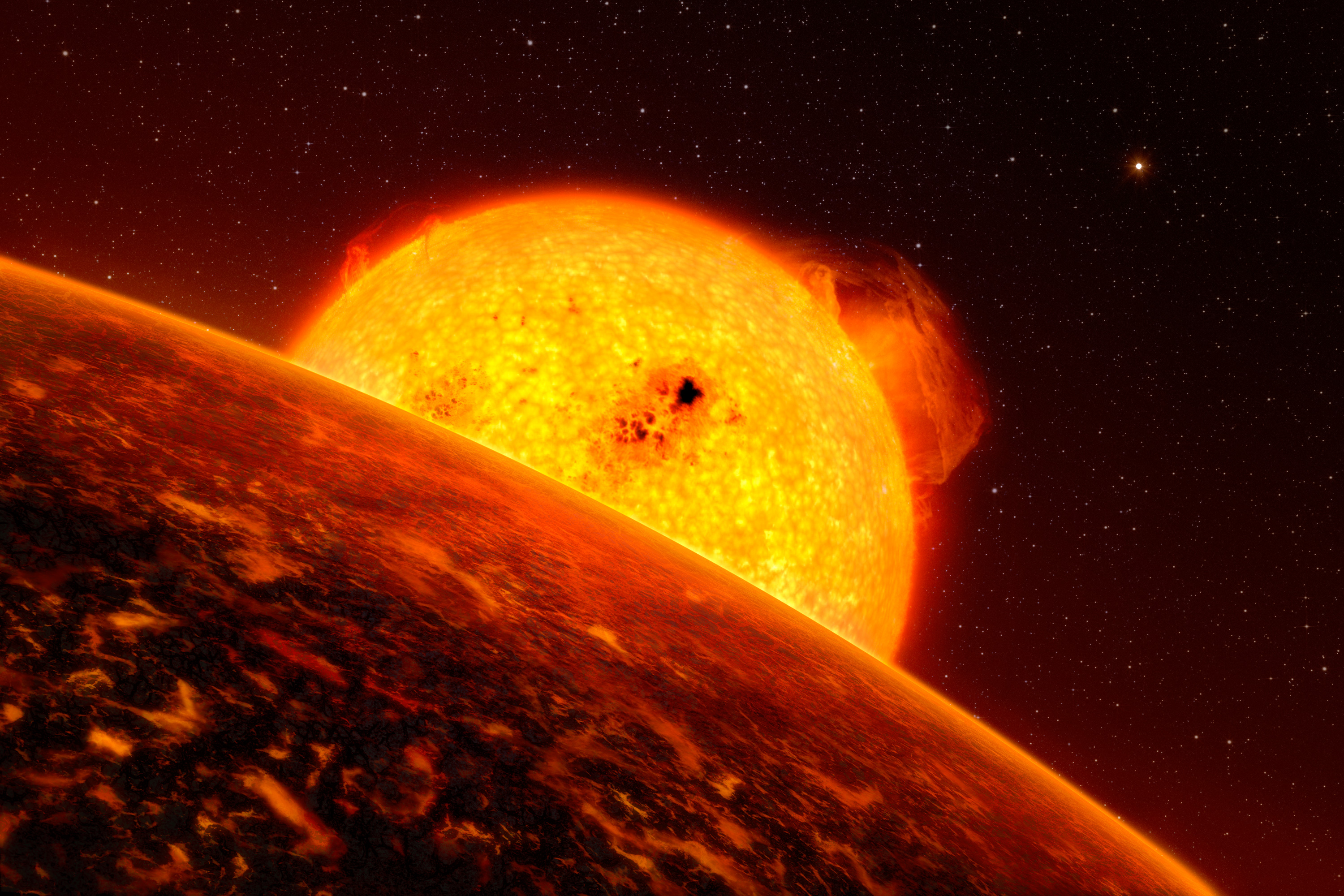
Impresión artística de COROT-7b.

Este planeta fue modelado teniendo convección en el manto con un pequeño núcleo de no más de 15 % de la masa del planeta, o 0,7 M⊕. El manto inferior por encima del límite entre el núcleo y el manto tiene una más lenta convección que el manto superior debido a que la mayor presión hace que los líquidos sean más viscosos. La temperatura de la convección del manto superior es diferente de un lado del planeta al otro con las diferencias de temperatura lateral descendente de hasta varios cientos de kelvins. Sin embargo, la temperatura de la surgencia no se ve afectado por el hundimiento y las variaciones de temperatura de la superficie. En el lado diurno del planeta permanente bloqueado por marea, donde la temperatura de la superficie es caliente porque continuamente esta frente a su sol, la superficie forma parte de la convección, que es la evidencia de que toda la superficie de este hemisferio este cubierto en océanos de lava. En el permanente lado nocturno, la superficie es lo suficientemente fría como para la formación de la corteza con piscinas de lava por encima de la convección del manto con un intenso vulcanismo. El lado diurno del planeta, posee mayores células de convección que el lado nocturno.